# Memorandum di Fulbright
Il memorandum di Fulbright è un promemoria che William Fulbright scrisse il 29 marzo 1961, a John Fitzgerald Kennedy sull'invasione di Cuba.

William Fulbright all'epoca era Senatore dell'Arkansas, a capo della Commissione per le Relazioni Estere del Senato e gli era stato chiesto un parere.
Fulbright assieme al suo aiutante Pat M. Holt, scrissero 11 pagine, dibattendo le conseguenze del rovesciamento del regime di Fidel Castro con la forza, in alternativa alla tolleranza del regime di Castro, combinata con gli sforzi per isolarlo e agglomerare il resto dell'America Latina agli Stati Uniti.
Sono pagine di politica estera, improntate da senso civico e senso di realtà, che criticano l'invasione di Cuba perché contrarie alla costituzione americana e alla Carta di Bogotà, firmate dai rappresentanti degli Stati Uniti.
Viene presa in considerazione, precorrendo i tempi, anche una riorganizzazione del regime di Castro, nel senso di una apertura della politica estera di Cuba verso gli Stati Uniti. 

## La politica del colpo di Stato
Allen Dulles e Cabel Bissel, direttore e vicedirettore della CIA, nella progettazione dell'invasione di Cuba da parte di esuli cubani e mercenari addestrati dal servizio segreto statunitense, contavano molto sull'appoggio popolare dei cubani contrari a Fidel Castro e in un sollevamento popolare contro il regime di Castro.
Secondo Fulbright invece non si poteva contare su queste forze interne a causa della repressione della polizia di stato cubana. Infatti i ribelli cubani erano attestati e nascosti sui Monti Escambray, nei dintorni della città di Trinidad ma erano accerchiati dalle forze regolari dello stato.
Il secondo punto critico era che a causa delle notizie di stampa, l'invasione di Cuba era diventata il segreto di Pulcinella e tutti sapevano che gli esuli cubani erano addestrati in Guatemala, da istruttori americani.
Fulbright diceva che milioni di persone ancora pensavano che gli Stati Uniti avessero istigato il colpo di Stato in Guatemala nel 1954 da parte di Castillo Armas, ma le mani degli Stati Uniti in questa impresa era stata un segreto di gran lunga superiore, di quanto fosse oggi, l'invasione di Cuba e difficile sarà nascondere le mani americane su Cuba.
Anche se si possa far credere che gli esuli cubani abbiano programmato l'invasione di Cuba, anche se poi proclamino un governo rivoluzionario nella zona di sbarco, anche se questo governo faccia un appello agli Stati Uniti per chiedere aiuto, anche se il governo fosse riconosciuto dagli Stati Uniti e l'aiuto dato, tutte queste cose fatte per dare parvenza di legalità all'impresa, in realtà non servono per ridurre l'impressione popolare universale che l'intera operazione è stata progettata dal governo degli Stati Uniti e il governo provvisorio rivoluzionario sia un governo fantoccio degli Stati Uniti a Cuba.
La questione era che Castro per andare avanti, doveva mantenere ulteriormente la diffusione della sua influenza tra operai, contadini e studenti. 
L'influenza di Castro era già andata ben oltre il suo fascino personale, era stata convertita nel castrismo, e ci si aspettava persistere come dottrina di radicale riforma sociale. 
Per gli Stati Uniti rovesciare Castro dietro la facciata degli esuli cubani sarebbe stato solo aggiungere benzina al fascino del castrismo. Tale azione sarebbe stata denunciata come esempio di imperialismo americano e come risposta a chi riteneva che le elezioni del 1960 lasciavano presagire un cambiamento nella politica degli Stati Uniti. Poi, ci sarebbe anche da affrontare una situazione grave in seno all'ONU.
Dunque l'invasione di Cuba invece che un guadagno potrebbe anche diventare una perdita.
Nella rimozione di Castro ci sarebbero, naturalmente, altri vantaggi. Si aprirebbe la strada a negoziati per la restituzione degli immobili confiscati agli americani, o per il pagamento di un indennizzo, e si potrebbe riaprire Cuba agli operatori americani, ai turisti e agli investitori. Tuttavia, la portata di questi vantaggi potevano essere facilmente sopravvalutate. Era ingenuo aspettarsi che proprietari terrieri americani e società americane d'affari potessero mai tornare allo status quo ante (a come stavano le cose prima) a Cuba.
Si doveva inoltre tener conto della natura e della condizione del governo che fosse succeduto a Castro. Avrebbe dovuto essere capace di garantire e mantenere un genuino sostegno popolare. 
Difficilmente si poteva prevedere che il governo degli esuli avesse più successo nel governare Cuba oggi, di quanto non facesse già Fidel Castro. Il Fronte, in breve, era senza quel tipo di dirigenza necessaria per fornire un governo liberale, vigoroso e forte. 
Se il Fronte arrivava al potere a Cuba, - e attraverso di esso, gli Stati Uniti - avrebbe ereditato un paese praticamente in bancarotta e in avanzato stato di disordine sociale. Il compito di mettere insieme i pezzi sarebbe stato lungo, arduo, e costoso, senza alcuna garanzia di successo. Se non avesse avuto successo, la responsabilità sarebbe data agli Stati Uniti; se fosse un successo parziale, gli Stati Uniti sarebbero incolpati per le sue mancanze, non solo a Cuba, ma altrove.
Il costo del ripristino cubano sarebbe stato notevole. Occorreva prendere in considerazione la questione se la stessa quantità di denaro non poteva essere messa al meglio, in un uso più produttivo in altri paesi dell'America Latina.
La prospettiva che doveva essere affrontata era che l'invasione di Cuba per mezzo di esuli avrebbe incontrato una resistenza formidabile, che gli esuli, da soli, non sarebbero stati in grado di superare. Quindi la questione era scegliere di lasciare fallire l'impresa (come poi è successo) oppure usare le forze armate.
Un'ulteriore considerazione da fare era il sostegno segreto ad un rovesciamento di Castro: era in violazione dello spirito, e della lettera dei trattati nazionali e internazionali firmati dagli Stati Uniti.
La Carta dell'Organizzazione degli Stati Americani (OSA) prevedeva, agli articoli 15 e 16:
"Nessuno Stato o gruppo di Stati ha il diritto di intervenire, direttamente o indirettamente, per qualsiasi motivo, negli affari interni o esterni di qualsiasi altro Stato. Il principio vieta non solo la forza delle armi, ma anche qualsiasi altra forma di ingerenza o tentativo di minaccia contro la personalità dello Stato o contro i suoi elementi politici, economici e culturali."
"Nessuno Stato può utilizzare o incoraggiare l'uso di misure coercitive di carattere economico o politico per forzare la volontà sovrana di un altro Stato ed ottenere da esso vantaggi di qualsiasi tipo."
Titolo 18, Codice degli Stati Uniti, sezioni 958-962, e il titolo 50, Codice degli Stati Uniti, appendice, sezione 2021, e segg. è generalmente vietato l'arruolamento o il reclutamento per il servizio militare straniero negli Stati Uniti, la preparazione delle spedizioni militari straniere negli Stati Uniti, l'allestimento di navi militari straniere per il servizio contro potenze amiche, e il prestito di denaro per le imprese militari contro gli stati esteri.
La Convenzione sui Diritti e Doveri degli Stati membri in caso di conflitto civile, firmata all'Avana nel 1928 e ratificata dagli Stati Uniti nel 1930, impegna le parti -
ad utilizzare tutti i mezzi a loro disposizione per evitare che gli abitanti del loro territorio, cittadini o stranieri, partecipando, raccogliendo elementi, o attraversando il confine per mare dal loro territorio, al fine di avviare o promuovere un conflitto civile.
Va notato che un protocollo che rafforzasse tale convenzione fu firmato dagli Stati Uniti nel 1957 e trasmesso al Senato con una richiesta di consiglio e consenso alla ratifica nel 1959.
Tra le altre cose, il protocollo ha previsto, all'articolo 5 -
"Ciascuno Stato contraente dovrà, in aree soggette alla sua giurisdizione e nell'ambito dei poteri concessi dalla sua Costituzione, utilizzare tutti i mezzi adeguati per impedire a qualsiasi persona, cittadino o straniero, di partecipare volutamente alla preparazione, organizzazione o svolgimento di un'impresa militare che abbia lo scopo di iniziare, promuovere o sostenere un conflitto civile in un altro Stato contraente, se il governo di quest'ultimo è stato riconosciuto".
Il Senato diede il suo consiglio e consenso alla ratifica il 30 luglio 1959. Ma lo strumento di ratifica degli Stati Uniti non è mai stato depositato presso l'Unione Pan Americana, e il protocollo non è quindi a tutti gli effetti più lontano di quanto interessi agli Stati Uniti. La chiara conclusione è che il ritardo è stato causato dal fatto che gli Stati Uniti sarebbero in violazione del protocollo, se avessero completato la ratifica.
Oltre a questo protocollo, esistevano altri trattati di cui gli Stati Uniti facevano parte e gli statuti nazionali che erano stati citati miravano a proibire il tipo di attività attualmente svolte dagli esuli cubani. Fulbright disse che dare supporto a questa attività perfino segreta era quel che di ipocrita e cinico gli Stati Uniti denunciavano in modo costante che faceva l'Unione Sovietica alle Nazioni Unite e dovunque. Questo non poteva essere nascosto al resto del mondo e nemmeno alle nostre coscienze.

## La politica della tolleranza
Si capiva che, pur riconoscendo gli svantaggi di intervenire a Cuba attraverso un fronte di esuli, gli svantaggi di non intervenire erano ancora maggiori. In questa prospettiva, si riteneva che più a lungo Castro fosse rimasto al potere più difficile sarebbe stato rimuoverlo e più infida sarebbe diventata la situazione in America Centrale e nei Caraibi.
C'erano difficoltà in questo settore, e queste difficoltà erano aggravate dalle attività di Castro. Ma, come sopra indicato, potrebbero essere aggravate ancora di più dall'azione mal celata degli Stati Uniti contro Castro. Potrebbero essere mitigati ulteriori azioni intese da un lato ad isolare Castro e dall'altro ad isolare l'area dalla sua influenza.
Castro si era già isolato in certa misura, più di quanto i governi pensassero, e questo processo poteva essere destinato a continuare. Questo processo di isolamento doveva essere incrementato.
Questo era un processo lento e difficile, che si poteva fare a condizione che l'Unione Sovietica utilizzasse Cuba solo come terreno politico e non come base militare ("militare" è usato qui per indicare missili e armi nucleari, non piccole armi convenzionali).
Fulbright disse che il regime di Castro era una spina nella carne, ma non era un pugnale nel cuore. La sua esistenza rappresentava un duro colpo per il prestigio degli Stati Uniti e un grande vantaggio per l'Unione Sovietica. Serviva ai sovietici come base per l'agitazione nel resto dell'America Latina, anche se la rimozione di questa base cubana non potrebbe escludere i sovietici dall'emisfero fintanto che avessero avuto le loro ambasciate in Messico, Montevideo, e altrove.
Cuba non era un netto guadagno neppure per l'Unione Sovietica. Era molto lontana. Era costosa in termini di rubli e di risorse sovietiche.
Si è detto sopra che la caduta del regime di Castro da cause interne non poteva ragionevolmente essere prevista, ma questo è vero solo finché l'Unione Sovietica era disposta a pagare il prezzo di tenere Castro al potere. Questo prezzo era destinato a diventare progressivamente più alto.
Se il regime di Casto restava al potere, la sua agitazione politica e la propaganda altrove nell'emisfero e in particolare in America centrale e nei Caraibi era certo continuare ma, come è stato sottolineato in precedenza, le fonti di disordini sociali e politici in queste aree erano precedenti a Castro.
La vera questione relativa al futuro del regime di Castro e il suo effetto sugli Stati Uniti era se Castro potesse riuscire a fornire una vita migliore al popolo cubano, a fare di Cuba un piccolo paradiso, una vera e propria perla delle Antille, e se il governo degli Stati Uniti potessero fare a Cuba un lavoro migliore.
Gli svantaggi di una politica di rovesciamento erano un bel po' di più rispetto agli svantaggi di una politica di tolleranza, isolamento e aggregazione.
La Carta di Bogotà e l'Alleanza para Progreso fornivano la base per una solida politica di isolare il resto dell'emisfero da Castro. Ma molto restava da fare, soprattutto in politica. In Messico, in Costa Rica, e in tutto il continente sudamericano, tranne per il Paraguay, c'erano guide politiche con le quali gli Stati Uniti potevano lavorare, nonostante le difficoltà che alcuni di loro facevano. La grande mancanza nei Caraibi e in America Centrale erano delle guide politiche indigene.
Gli Stati Uniti nei suoi programmi di aiuto economico, avevano trascurato l'orientamento politico. Questi programmi erano stati fatti per sostenere un determinato governo in carica, e troppo spesso era stato un governo oligarchico tradizionale in via d'estinzione. Praticamente nulla era stato fatto per incrementare gli studi politici a titolo di orientamento e la formazione in tecniche politiche.
Troppo poco era stato fatto per aiutare i paesi sottosviluppati a sviluppare un tipo di istituzioni politiche che, negli Stati Uniti e in Europa occidentale, agivano come ammortizzatori e facilitavano la transizione pacifica del potere politico.
Il programma di orientamento politico offriva l'opportunità di utilizzare il talento degli esuli cubani in modo più produttivo che invadere la loro terra.
Si sarebbe potuto, ad esempio, mettere gli esuli cubani in alcuni paesi dell'America centrale per essere utilizzati dal Presidente Rómulo Betancourt del Venezuela.
Era da notare a questo proposito che Tracy Voorhees, (sottosegretario dell'esercito degli Stati Uniti) nel suo ultimo rapporto al ex-presidente Eisenhower nel mese di gennaio, aveva detto che erano disponibili ad utilizzare gli esuli cubani in assistenza tecnica al programma ICA in America Latina.
Il punto da sottolineare era che gli esuli cubani dovevano avere qualcosa di costruttivo da fare o si deterioravano come esseri umani. Molti di loro stavano ora ricevendo addestramento militare. Ma quanti di loro avevano ricevuto una formazione politica.
Una possibilità, forse estrema sarebbe stat quella di offrire ai governi dell'America centrale alcuni, o tutti, i vantaggi di cui godono ormai a Porto Rico nelle loro relazioni con gli Stati Uniti. In alternativa, una politica più incisiva dovrebbe essere perseguito per favorire l'integrazione economica e la federazione politica di quei paesi tra di loro (panamericanismo).

## Conclusioni
Gli interessi di proprietà americana a Cuba sono stati persi irrimediabilmente. Ma rimangono circa 8 miliardi di dollari di investimenti americani in altre parti dell'emisfero, oltre a un incalcolabile, interesse politico statunitense.
Questo interesse politico potrebbe essere irrimediabilmente danneggiato dall'invasione di Cuba. La dottrina del non intervento avrebbe bisogno di una ridefinizione, perché allo stato attuale era la chiave di volta di tutte le politiche latinoamericani degli Stati Uniti. 
Cuba non è più importante per gli Stati Uniti di per se stessa, ma solo per la sua posizione nell'emisfero. Che ci piaccia o no, siamo in realtà impegnati in una sorta di concorrenza co-esistenza con Castro per vedere quale sistema in grado di produrre riforme e il progresso più rapidamente.
Noi abbiamo dalla nostra parte il miglior gruppo di governi latinoamericani, nel complesso, che abbiamo mai avuto. Sul continente del Sud America, solo il Paraguay non si muove con i tempi. Altrove, l'immagine è invertita. Fatta eccezione per il Messico e Costa Rica, l'immagine in America Centrale e nei Caraibi varia da cupo a disperata. Tuttavia, potrebbe forse essere possibile utilizzare la nostra ancora forte influenza su tali presidenti come Ydigoras in Guatemala, Villeda in Honduras, e anche Somoza in Nicaragua per spostarli un po' lungo la via della salvezza.
Nel frattempo, nei paesi in cui ci sia una guida, potremmo stabilire aree di forza per esercitare influenza.
Non possiamo realisticamente aspettarci molto aiuto dalla OAS in un prossimo futuro, ma questo non vuol dire che non potremo mai aspettarci tale aiuto. Possiamo permetterci di essere paziente sufficienti ad aspettare quel giorno.